# Torneio Vinausteel de 2004
O Torneio Vinausteel de 2004 foi a segunda edição de um torneio amistoso de futebol que ocorreu no Vietnã.

## Competição do Torneio Vinausteel na Segunda Edição
Em 2004 na segunda edição do Torneio Vinausteel no Vietnã o título ficou com o clube de futebol português que foi o Porto de Portugal que participou do Torneio de futebol e foi o melhor classificado em primeiro colocado na sua classificação do torneio e sendo o campeão.

## Regulamento do Torneio
O torneio foi organizado no sistema de pontos corridos, e as equipes se enfrentando em jogos de ida e volta, e o campeão sendo o maior pontuador da competição.

## Campeão de 2004
Em 2004, o título ficou com o Porto, clube de futebol de Portugal.
| Torneio Vinausteel 2004 |
| ----------------------- |
| PORTO                   |